# ヘレンニウス・エトルスクス
クィントゥス・ヘレンニウス・エトルスクス・メッシウス・デキウス（ラテン語：Quintus Herennius Etruscus Messius Decius、227年頃 - 251年（6月頃））とは、軍人皇帝時代のローマ皇帝であり、父デキウスの共同皇帝の地位にあった人物である。なお、ホスティリアヌスは弟にあたる。 

## 生涯
ヘレンニウス・エトルスクスは、父デキウスの軍務での任地の1つであったパンノニア属州の州都シルミウムの近郊で生まれた。母はヘレンニア・エトルスキッラで、ローマ出身の代々元老院議員を務める名家の出身であった。ヘレンニウスは青年期より軍事経験を重ねるべく父の傍らにおり、当時の皇帝ピリップス・アラブスはドナウ川沿いのモエシアで反乱を起こしたパカティアヌス（Pacatianus）の鎮圧をデキウスに命じて、デキウスはパカティアヌスを討ち取った。更に自らもピリップスへ反旗を翻し、ローマへ進軍して、ヴェローナ近郊でピリップスの軍隊を撃破して、249年にデキウスはローマ皇帝の座を手に入れた。その際に、ヘレンニウスは後継者に指名されて、プリンケプス・ユウェントゥティス（princeps iuventutis）の称号を与えられた。
デキウスの皇帝即位時より、ゴート族がドナウ川沿いのダキア属州やモエシア属州への侵攻を活発化させつつあった。デキウスは251年にヘレンニウスを共同皇帝としてアウグストゥスの称号を与えると共に、執政官（コンスル）の1人に任じた。その上で、デキウスは妻ヘレンニア・エトルスキッラを後見人としてホスティリアヌスをローマに残し、ヘレンニウスと共にゴート族の王クニウァ（Cniva）が率いるゲルマン人を討伐すべく親征を行った。 
251年夏、ゲルマン軍とローマ軍の間で行われたアブリットゥスの戦いは、ゲルマン軍の圧勝となり、ヘレンニウスは父デキウスと共に戦死した。2人は外敵との戦争で死去した最初の皇帝という不名誉を得ることとなった。2人の皇帝の死後、軍隊はトレボニアヌス・ガッルスをローマ皇帝に擁立したが、ローマはホスティリアヌスを引き続き皇帝として支えた。ただし、ホスティリアヌスは251年の内に病を得て死去した。